# Вен Тингјин
Вен Тингјин (812 — 870) је био важан кинески песник касне Танг династије. Осамосталио је жанр ц-песма и допринео њеном развоју. Он је наглашавањем тог популарног, китњастог стила веома дуго утицао на песнике каснијих генерација.
Вен Тингјин је био рођен у Таијуану, провинцији Шанши, Кина. Писао је да је волео да путује и проводи дане окружен певачицама у кућама уживања. Био је пријатељ песника Ли Шангјина.